# Петер Мінуїт
Петер Мінуїт (нід. Peter Minuit; 1580-1638) — нідерландський державний діяч і купець, губернатор Нових Нідерландів у 1626—1631 роках, засновник та перший губернатор шведської колонії Нова Швеція у 1638 році. Відомий тим, що у 1626 році придбав в індіанців острів Мангеттен в обмін на дрібнички.

## Біографія

### Ранні роки
Петер Мінуїт народився у 1580 році у німецькому місті Везель у сім'ї валлонських кальвіністів, що емігрували з міста Турне (нині у Бельгії), втікаючи від переслідування іспанських католиків. 20 вересня 1613 року одружився з Гертрудою Раєдц. Гертруда була з багатої сім'ї, і вона, ймовірно, допомагала встановленню Петера як купця. У 1815 році сім'я переїхала в Утрехт.

### Нові Нідерланди
В середині 1820-х років Мінуїт приєднався до Голландської Вест-Індійської компанії. У 1625 році Мінуїта зі сім'єю відправили у Північну Америку в колонію Нові Нідерланди для організації торгівлі з місцевими племенами, а у 1626 році його призначили губернатором колонії.
Цього ж 1626 року Петер Мінуїт придбав у місцевого племені острів Мангеттен в обмін на різноманітні товари вартістю 60 гульденів (у перерахунку на 2015 рік вартість товару становила приблизно 1000 доларів США). Цікаво, що Мінуїт підписав угоду з Сейсеєм, вождем делаварського племені Ленапе, яке контролювало лише незначну західну частину острова. Більшу частину Мангеттена населяло алгонкінське плем'я Векквесгік (інша назва Ваппінгер).
У 1631 році Мінуїта звільнили з посади губернатора. Він повернувся у Європу. Цілком можливо, що Мінуїт став жертвою внутрішніх суперечок щодо прав, які Рада директорів Голландської Вест-Індської компанії передала меценатам.

### Нова Швеція
Після звільнення Петер Мінуїт кілька років прожив у місті Клеве. У 1636 році уряд Швеції запропонував йому заснувати шведську колонію у Північній Америці. Навесні 1638 року експедиція, яку очолював Мінуїт, на двох кораблях «Фогель Гріп» і «Кальмар Нюкель» висадилася у дельті річки Делавер. У команді було 24 чоловіки. Вони побудували форт, який назвали Форт-Христина, та заснували колонію Нова Швеція. Через декілька місяців Мінуїт вирушив до Швеції за новими поселенцями. По дорозі він планував закупити партію тютюну на Антильських островах. 15 червня біля острова Сент-Крістофер (сучасний Сент-Кіттс) його судно затонуло під час шторму. Загинув і Петер Мінуїт.